# Obihiro
Obihiro (帯広市?, Obihiro-shi) è una città del Giappone settentrionale ed il capoluogo della sottoprefettura di Tokachi. È situata nella zona meridionale della prefettura di Hokkaidō.
Il territorio comunale ha ospitato il rally del Giappone dal 2004 al 2007, gara spostata nella più popolosa Sapporo nel 2008.

## Clima
| Obihiro (1991-2020) Fonte: JMA                       | Mesi         | Mesi         | Mesi         | Mesi         | Mesi        | Mesi        | Mesi        | Mesi        | Mesi        | Mesi         | Mesi         | Mesi         | Stagioni | Stagioni | Stagioni | Stagioni | Anno    |
| Obihiro (1991-2020) Fonte: JMA                       | Gen          | Feb          | Mar          | Apr          | Mag         | Giu         | Lug         | Ago         | Set         | Ott          | Nov          | Dic          | Inv      | Pri      | Est      | Aut      | Anno    |
| ---------------------------------------------------- | ------------ | ------------ | ------------ | ------------ | ----------- | ----------- | ----------- | ----------- | ----------- | ------------ | ------------ | ------------ | -------- | -------- | -------- | -------- | ------- |
| T. max. media (°C)                                   | −1,5         | −0,2         | 4,8          | 12,2         | 18,2        | 21,3        | 24,3        | 25,4        | 22,0        | 15,9         | 8,4          | 1,0          | −0,2     | 11,7     | 23,7     | 15,4     | 12,7    |
| T. media (°C)                                        | −6,9         | −5,7         | −0,4         | 6,0          | 11,6        | 15,2        | 18,9        | 20,3        | 16,9        | 10,3         | 3,5          | −3,8         | −5,5     | 5,7      | 18,1     | 10,2     | 7,2     |
| T. min. media (°C)                                   | −13,0        | −12,0        | −5,4         | 0,8          | 6,2         | 10,8        | 15,1        | 16,5        | 12,7        | 5,3          | −1,1         | −8,9         | −11,3    | 0,5      | 14,1     | 5,6      | 2,3     |
| T. max. assoluta (°C)                                | 8,0 (1990)   | 14,7 (1967)  | 20,3 (1923)  | 31,7 (1998)  | 38,8 (2019) | 36,0 (2010) | 37,8 (1924) | 37,0 (1994) | 34,4 (2010) | 27,7 (1978)  | 23,5 (1940)  | 16,0 (1954)  | 16,0     | 38,8     | 37,8     | 34,4     | 38,8    |
| T. min. assoluta (°C)                                | −38,2 (1902) | −36,0 (1902) | −35,2 (1895) | −22,4 (1911) | −7,9 (1893) | −1,9 (1900) | 1,8 (1901)  | 2,1 (1893)  | −4,7 (1906) | −10,6 (1894) | −20,3 (1906) | −34,2 (1907) | −38,2    | −35,2    | −1,9     | −20,3    | −38,2   |
| Giorni di calura (Tmax ≥ 30 °C)                      | 0,0          | 0,0          | 0,0          | 0,1          | 0,6         | 1,4         | 4,4         | 5,3         | 0,7         | 0,0          | 0,0          | 0,0          | 0,0      | 0,7      | 11,1     | 0,7      | 12,5    |
| Giorni di gelo (Tmin ≤ 0 °C)                         | 30,9         | 28,2         | 29,0         | 11,9         | 0,6         | 0,0         | 0,0         | 0,0         | 0,0         | 2,3          | 19,3         | 30,4         | 89,5     | 41,5     | 0,0      | 21,6     | 152,6   |
| Giorni di ghiaccio (Tmax ≤ 0 °C)                     | 21,1         | 15,1         | 2,8          | 0,0          | 0,0         | 0,0         | 0,0         | 0,0         | 0,0         | 0,0          | 0,3          | 12,2         | 48,4     | 2,8      | 0,0      | 0,3      | 51,5    |
| Nuvolosità (okta al giorno)                          | 4,5          | 4,9          | 5,6          | 6,5          | 7,3         | 8,0         | 8,5         | 8,3         | 7,5         | 5,9          | 5,1          | 4,5          | 4,6      | 6,5      | 8,3      | 6,2      | 6,4     |
| Precipitazioni (mm)                                  | 40,5         | 28,8         | 43,8         | 60,1         | 84,7        | 81,1        | 107,1       | 141,3       | 140,2       | 85,7         | 54,2         | 52,3         | 121,6    | 188,6    | 329,5    | 280,1    | 919,8   |
| Giorni di pioggia                                    | 4,8          | 4,3          | 5,9          | 7,6          | 8,2         | 8,2         | 9,4         | 10,3        | 10,0        | 7,5          | 6,4          | 6,1          | 15,2     | 21,7     | 27,9     | 23,9     | 88,7    |
| Nevicate (cm)                                        | 52           | 37           | 36           | 9            | 1           | 0           | 0           | 0           | 0           | 0            | 10           | 51           | 140      | 46       | 0        | 10       | 196     |
| Giorni di neve                                       | 7,0          | 7,3          | 6,9          | 1,6          | 0,1         | 0,0         | 0,0         | 0,0         | 0,0         | 0,0          | 1,7          | 6,3          | 20,6     | 8,6      | 0,0      | 1,7      | 30,9    |
| Giorni di nebbia                                     | 1,1          | 1,2          | 1,8          | 4,0          | 4,6         | 7,0         | 6,6         | 7,2         | 6,3         | 6,1          | 2,9          | 1,8          | 4,1      | 10,4     | 20,8     | 15,3     | 50,6    |
| Umidità relativa media (%)                           | 69           | 67           | 65           | 65           | 69          | 79          | 82          | 82          | 80          | 74           | 68           | 68           | 68       | 66,3     | 81       | 74       | 72,3    |
| Radiazione solare globale media (centesimi di MJ/m²) | 8,0          | 11,6         | 15,5         | 16,8         | 17,7        | 17,1        | 15,2        | 13,8        | 12,2        | 10,2         | 7,6          | 6,5          | 26,1     | 50,0     | 46,1     | 30,0     | 152,2   |
| Ore di soleggiamento mensili                         | 188,2        | 191,5        | 217,9        | 192,9        | 188,8       | 148,2       | 121,9       | 125,2       | 137,8       | 167,6        | 168,2        | 172,0        | 551,7    | 599,6    | 395,3    | 473,6    | 2 020,2 |
| Pressione a 0 metri s.l.m. (hPa)                     | 1 006,8      | 1 007,5      | 1 007,1      | 1 006,7      | 1 005,9     | 1 004,7     | 1 004,2     | 1 005,8     | 1 008,8     | 1 010,6      | 1 009,9      | 1 007,7      | 1 007,3  | 1 006,6  | 1 004,9  | 1 009,8  | 1 007,1 |
| Tensione di vapore (hPa)                             | 2,6          | 2,8          | 3,9          | 5,9          | 9,2         | 13,5        | 18,0        | 19,5        | 15,3        | 9,4          | 5,5          | 3,3          | 2,9      | 6,3      | 17,0     | 10,1     | 9,1     |
| Vento (direzione-m/s)                                | WNW 2,4      | WNW 2,5      | WNW 2,7      | WNW 2,7      | E 2,3       | E 1,9       | E 1,6       | E 1,6       | E 1,8       | WNW 2,1      | WNW 2,5      | WNW 2,5      | 2,5      | 2,6      | 1,7      | 2,1      | 2,2     |